# 伊萬基夫齊 (特諾皮爾區)
49°41′52″N 25°28′8″E / 49.69778°N 25.46889°E
伊萬基夫齊（羅馬化：Ivankivtsi）是烏克蘭的村落，位於該國西部捷爾諾波爾州，由捷尔诺波尔区負責管轄，處於塞雷特河畔，分別距離科布扎里夫卡1.5公里和馬拉希夫齊2公里，始建於1536年，面積1.45平方公里，2014年人口321。